# Szczodre
Szczodre (Duits: Sibyllenort, Pools 1945-1948: Sybilin) is een plaats in de gemeente Długołęka, powiat Wrocławski, in de Poolse woiwodschap Neder-Silezië. De plaats ligt 12 kilometer noordoostelijk van Wrocław.

## Slot Sybillenort
In de plaats lag Slot Sybillenort, een groot landhuis in neo-gotische stijl. Men noemde het slot wel "het Silezische Windsor Castle". Het was een in Pruisen gelegen residentie van de koningen van Saksen. Het kasteel was groter dan om het even welke residentie in Saksen zelf. De laatste Saksische koning Frederik August III trok zich na zijn aftreden terug op Slot Sybillenort en woonde er nog veertien jaar tot hij stierf in 1932.
Het middendeel van het kasteel werd door de terugtrekkende Duitse troepen in 1945 opgeblazen. Daarop brandde ook de rest van het bouwwerk met zijn 400 kamers af. In de jaren na de oorlog werd de ruïne langzaam afgebroken. In 1980 verdween de laatste toren. Een portiersloge, het nu verwilderde Engelse park en de vijvers getuigen nog van de vroegere pracht.

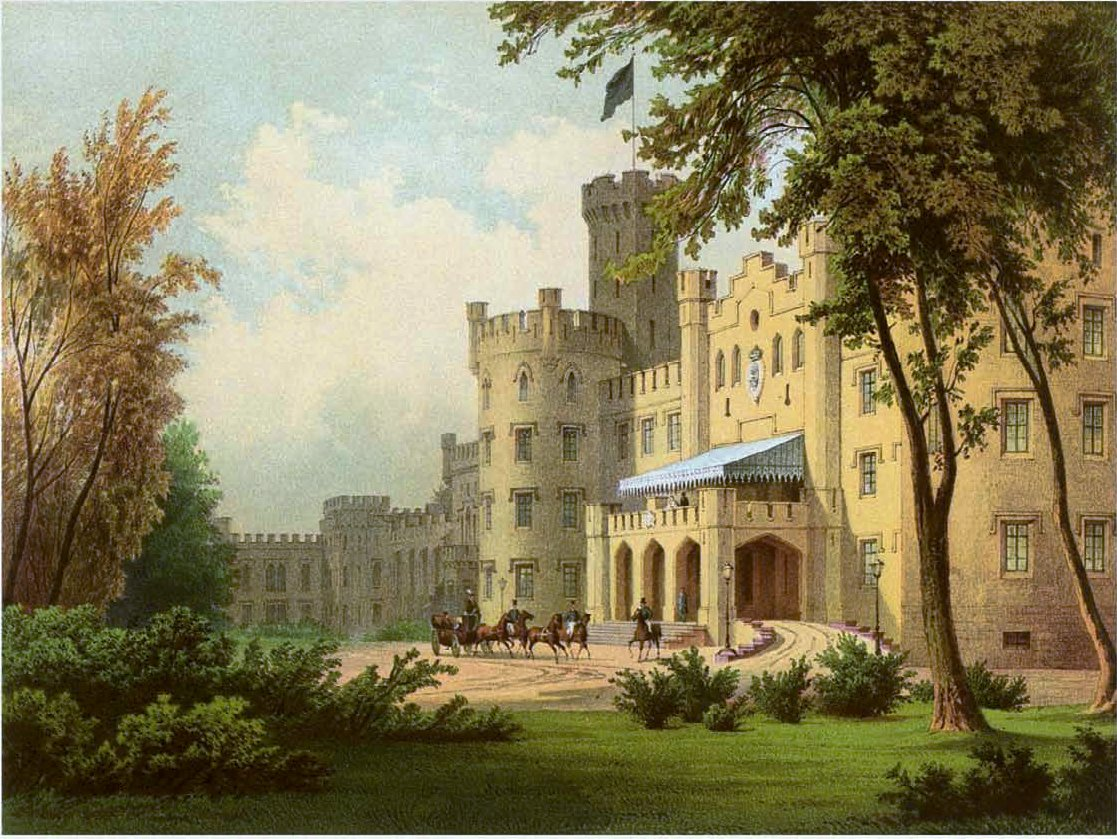
Het kasteel in de 19e eeuw

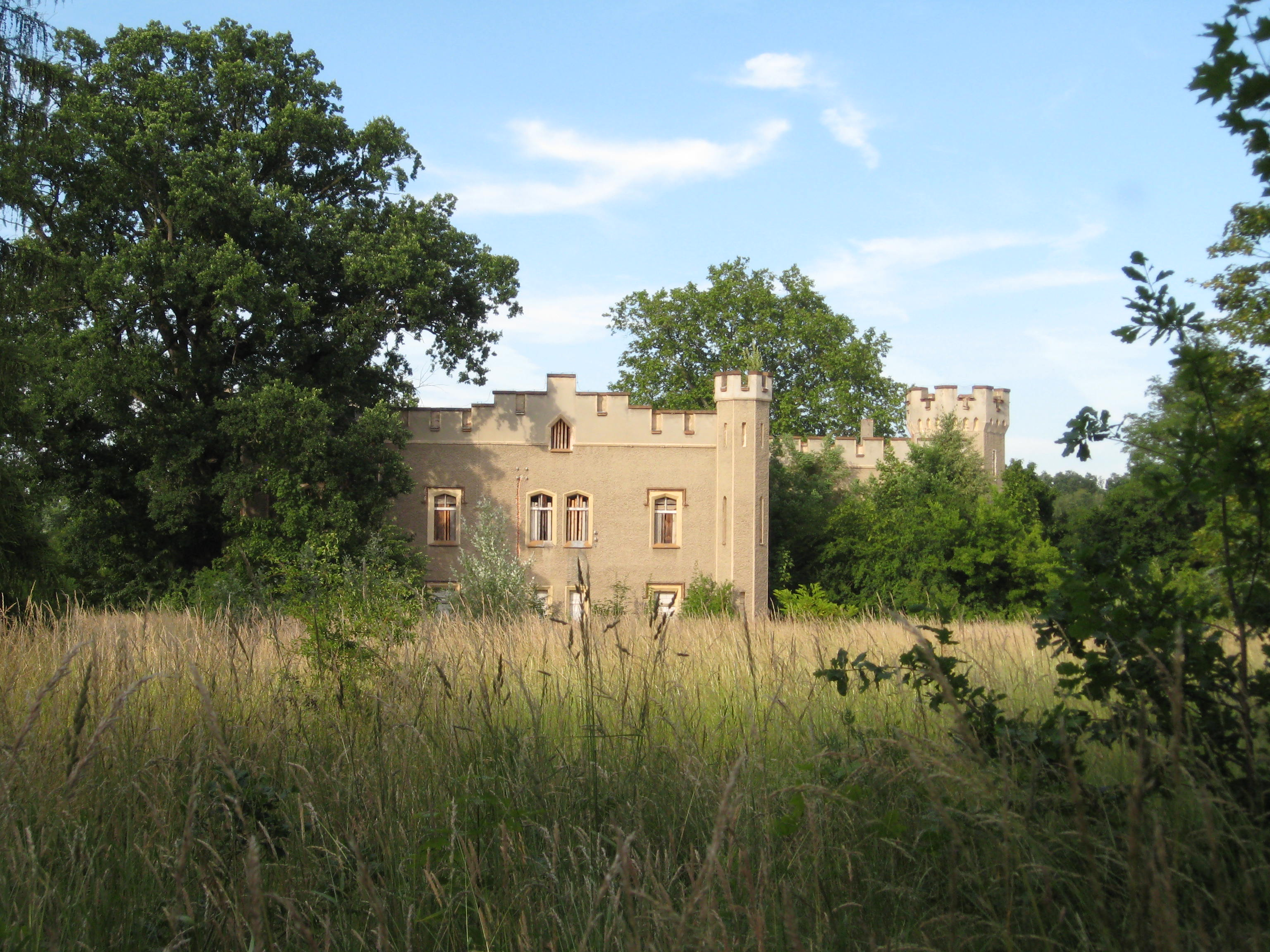
Palace Sibyllenort